# 乗蓮寺 (横浜市)

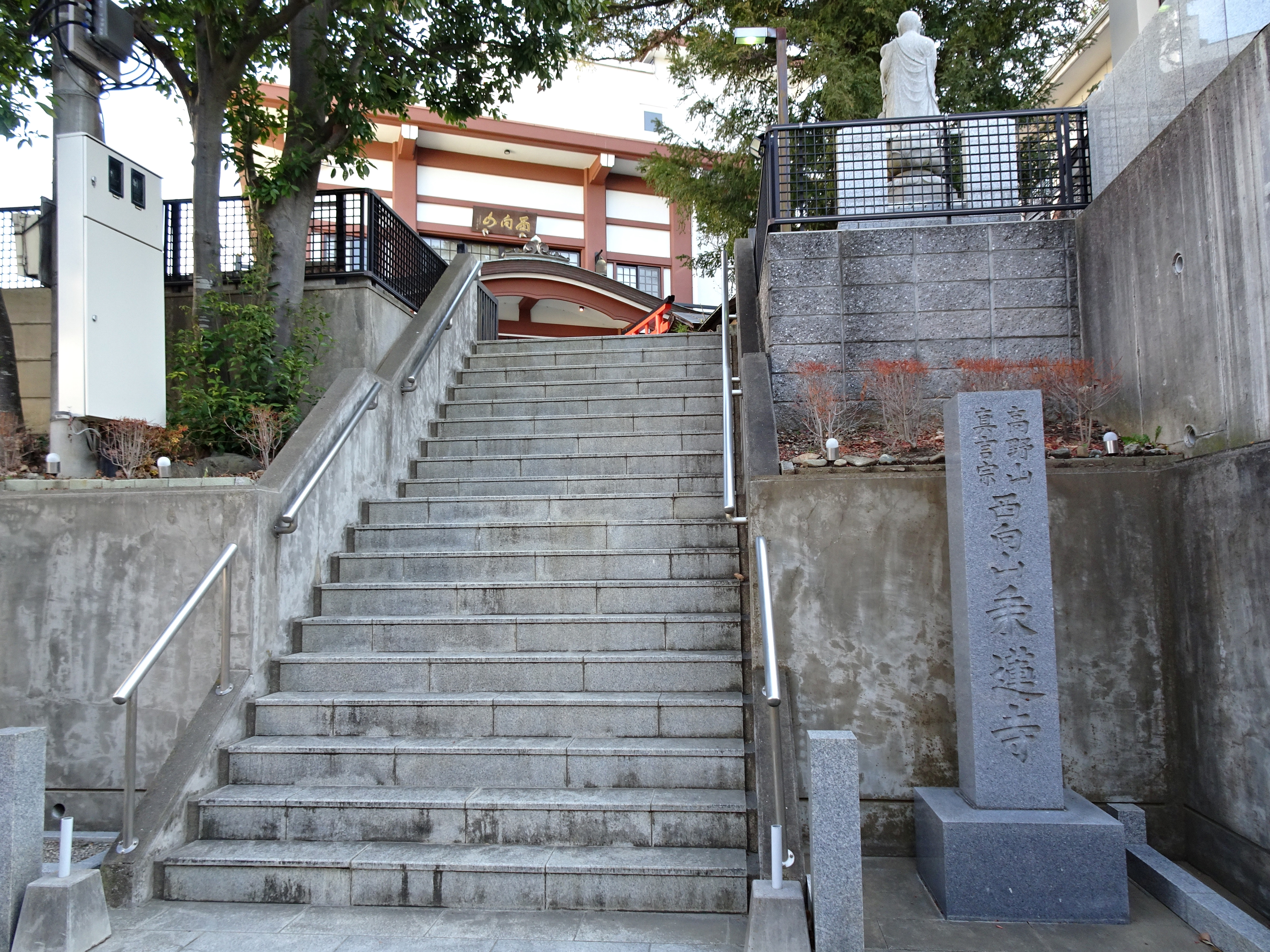
参道

乗蓮寺（じょうれんじ）は、神奈川県横浜市南区にある高野山真言宗の寺院。

## 歴史
鎌倉時代初期、北条政子の開基である。承久の乱の際、政子は当地に疎開していたと伝えられる。当地は水質が悪かったため、政子のために幾つか井戸を掘り、その中で一番良好な水を出した井戸のそばに寺を創建し、住んだというのが当寺の起源である。「井土ケ谷（上・中・下町）」という地名は、この故事に由来しているという。
政子は晩年、女人と子供の守護仏にならんと決意し、自分の像を彫ったのが当寺に伝わる北条政子像である。

## 交通アクセス
- 弘明寺駅より徒歩9分。